# 637 Chrysothemis
637 Chrysothemis este un asteroid din centura principală, descoperit pe 11 martie 1907, de Joel Metcalf.